# Eleição presidencial no Delaware em 2008
A eleição presidencial de 2008 no estado norte-americano no Delaware ocorreu em 4 de novembro de 2008, assim como em todos os 50 estados e o Distrito de Colúmbia. Os eleitores escolheram treze representantes, além do presidente e vice-presidente, e um senador. O senador eleito no estado foi Joe Biden, que acabou renunciando para assumir como vice-presidente dos Estados Unidos.
No Delaware, o candidato vitorioso foi o democrata Barack Obama que recebeu 25,02% de votos a mais que o segundo colocado no estado, John McCain, do Partido Republicano.

## Endossos
Todos os 17 jornais, sites, ou emissoras de televisão apoiaram Obama, ou o partido democrata no Delaware.
1. D.C. Political Report: Democratas[1]
2. Cook Political Report: Democratas[2]
3. Takeaway: Obama[3]
4. Election Projection: Obama[4]
5. Electoral-vote.com: Democratas[5]
6. Washington Post: Obama[6]
7. Politico: Obama[7]
8. Real Clear Politics: Obama[8]
9. FiveThirtyEight.com: Obama[6]
10. CQ Politics: Democratas[9]
11. New York Times: Democratas[10]
12. CNN: Democratas[11]
13. NPR: Obama[6]
14. MSNBC: Obama[6]
15. Fox News: Democratas[12]
16. Associated Press: Democratas[13]
17. Rasmussen Reports: Democratas[14]

## Primária democrata
No estado, o senador de Illinois Barack Obama venceu a primária realizada em 5 de fevereiro de 2008, durante a Super Terça. O Delaware tem 15 super-delegados do partido democrata.
Voto popular:
- Obama 51.148 votos, 53,07%
- Hilary 40.760 votos, 42,29%
- Joe Biden 2.863 votos, 2,97%

Voto dos Super-delegados:
- Obama 9 votos
- Hilary 6 votos

## Primária republicana
A primária republicana foi realizada também em 5 de fevereiro de 2008, John McCain teve 22.628 votos, 45,04%, e ganhou todos os 18 super-delegados.